# Ilse Paulis
Ilse Paulis (Leiderdorp, 30 de julho de 1993) é uma remadora neerlandesa, campeã olímpica.

## Carreira
Paulis competiu nos Jogos Olímpicos de 2016, no Rio de Janeiro, na prova do skiff duplo leve, onde conquistou a medalha de ouro ao lado de Maaike Head.